# Cephalotes marginatus
Cephalotes marginatus é uma espécie de inseto do gênero Cephalotes, pertencente à família Formicidae.
A espécie foi descrita e classificada formalmente pela primeira vez em 1804, pelo entomologista dinamarquês Johan Christian Fabricius.

## Descrição
É caracterizada por uma cabeça de formato incomum e pela habilidade de "guiar" sua queda de árvores, o que lhe rendeu o nome comum de "formiga planadora". Tal capacidade de planar é provocada por suas pernas largas e achatadas, característica comum a outras espécies do gênero Cephalotes.

## Distribuição
A espécie habita principalmente na Bacia Amazônica, no Equador, e na Colômbia. Há relatos não verificados de espécimes na Ilha de São Domingos.